# Henry Segrave

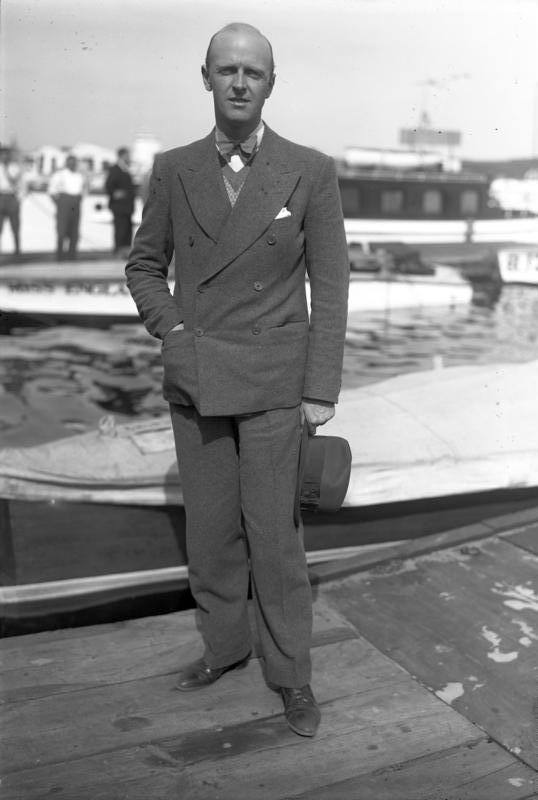
Sir Henry Segrave

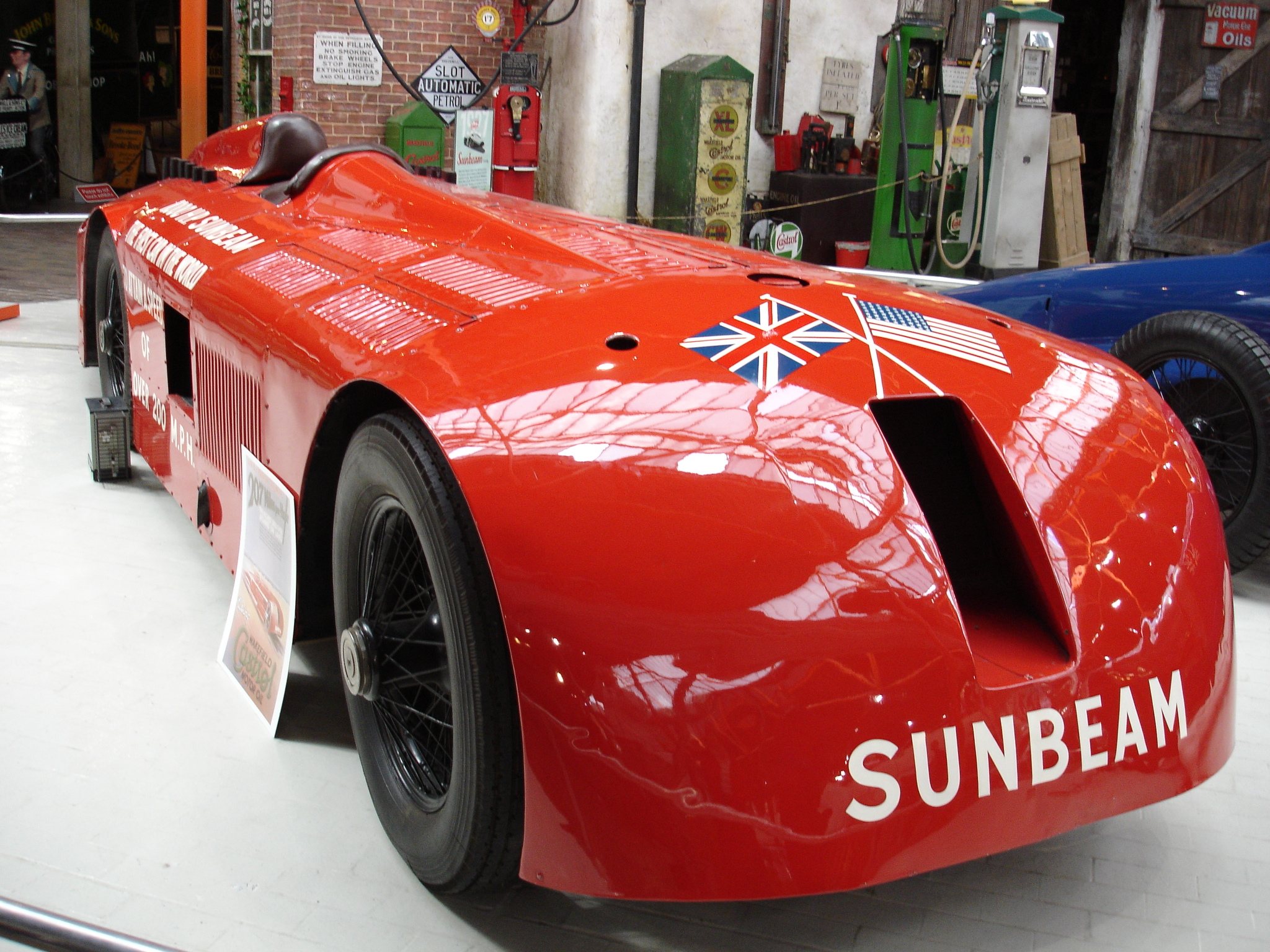
De Sunbeam 1000 pk in het National Motor Museum

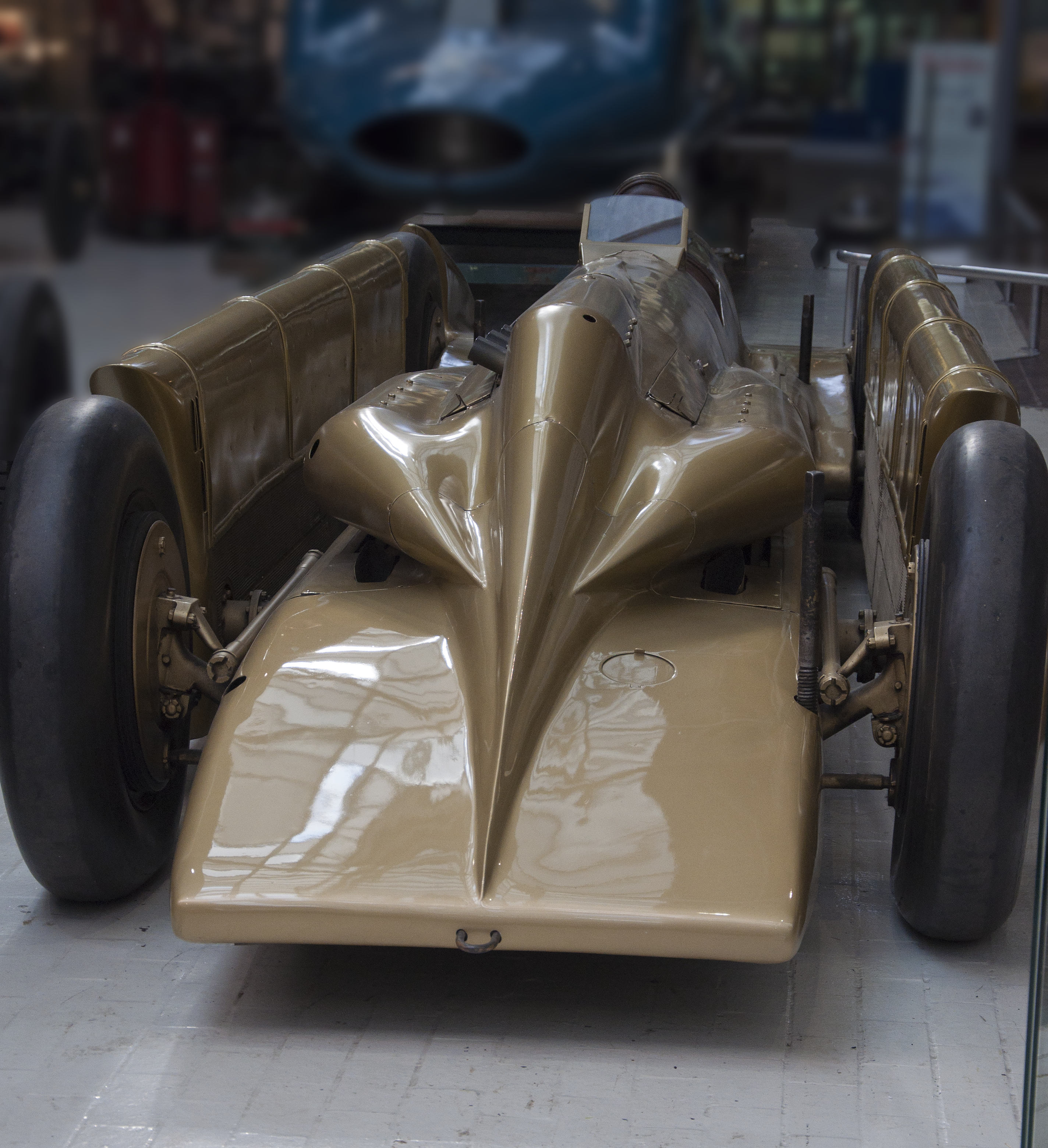
De Golden Arrow

Sir Henry O'Neil de Hane Segrave (Baltimore (Maryland), 22 september 1896 - Lake Windermere, 13 juni 1930) was bekend omdat hij drie wereldsnelheidsrecords op land en een wereldsnelheidsrecord op water vestigde. Hij was de eerste die tegelijkertijd het record te land en te water in zijn bezit had en de eerste die met een auto de magische grens van 200 mijl/u (320 km/u) overschreed. 
Hij werd in Amerika geboren - zoon van een Ierse vader en een Amerikaanse moeder - maar had de Britse nationaliteit. Hij werd opgevoed in Ierland en was student in het Eton College in Engeland. Tijdens de Eerste Wereldoorlog was hij piloot bij de Royal Flying Corps en werd tweemaal gewond. Tegen iedereen die het horen wilde vertelde hij dat hij met een auto sneller dan 200 mijl/u zou rijden. Hij was als Brit samen met Malcolm Campbell in een strijd om het record verwikkeld met Amerikanen.

## Zijn carrière als autopiloot
In 1921 won Segrave een race over 200 mijl in Brooklands, de eerste autorace in Groot-Brittannië met een Talbot Darracq. Hij was de eerste Brit die met een Britse wagen een Grand Prix won: de Franse Grand Prix in 1923. Na zijn overwinning in de Grand Prix wedstrijd te Miramas verliet hij de autosport om zich te concentreren op het verbreken van snelheidsrecords.

## Wereldsnelheidsrecord op land
Op 21 maart 1926 schreef Segrave voor het eerst het snelheidsrecord op zijn naam aan boord van zijn Sunbeam Tiger op het zandstrand van Southport tegen een gemiddelde snelheid van 245,149 km/u. Een maand later werd het door John Parry-Thomas verbroken, aan het stuur van zijn Babs. Segrave veroverde het opnieuw op 29 maart 1927 met de Sunbeam 1000 pk in Daytona Beach tegen 327,97 km/u waardoor hij de eerste was die de magische grens van 200 mijl/u overschreed.
Het laatste record op zijn naam vestigde hij aan het stuur van zijn Golden Arrow toen hij op 11 maart 1929 in Daytona Beach een gemiddelde snelheid van 372,46 km/u bereikte. Hij was de eerste die op 13 maart 1929 bij het lichaam van de verongelukte Lee Bible stond toen Bible het wereldsnelheidsrecord trachtte te breken in Ormond Beach, Florida. Segrave vond dat hij het noodlot genoeg had getart en besloot records op het water te verbeteren. Zowel de Golden Arrow als de Sunbeam 1000 pk zijn tentoongesteld in het National Motor Museum te Beaulieu in Engeland.

## Wereldrecord op water en dood

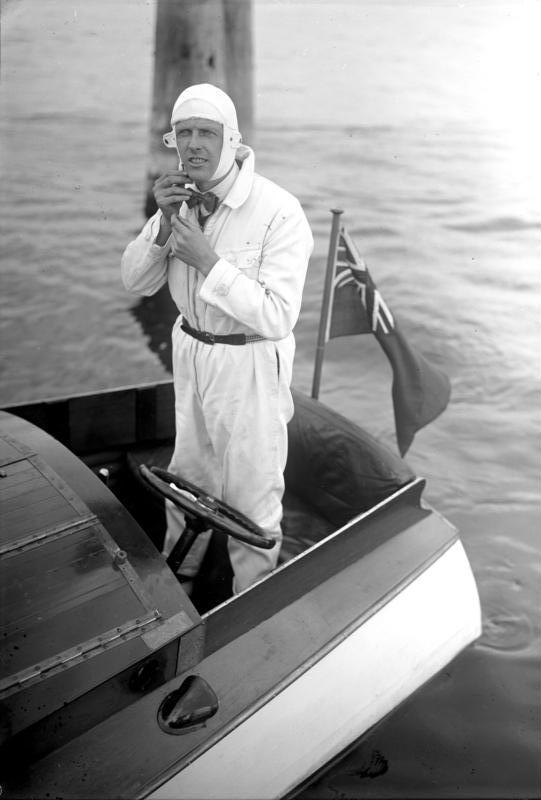
Vóór een start

Segrave was ook een fervent racer van speedboten.
Na zijn records op land in 1929 vertrok hij onmiddellijk naar Miami om zich te meten met Garfield Wood, houder van enkele records op water en de eerste die sneller dan 100 mijl/u had gevaren. Segrave won de race en Wood leed daarmee zijn eerste nederlaag in negen jaar. Na Segrave's terugkeer in Engeland werd hij geridderd.
Een paar maanden later verbeterde hij, zonder het te weten het snelheidsrecord op water aan boord van Miss England II op Engelands grootste natuurlijke meer, Lake Windermere. Toen hij zijn boot nog eens over het water joeg, raakte hij waarschijnlijk een boomstronk en kapseisde waarbij zijn mecanicien Victor Halliwell omkwam. Segrave werd bewusteloos uit het water gehaald en naar een hospitaal gebracht. Toen hij weer bij bewustzijn kwam werd hem verteld dat hij het record had gebroken. Even later overleed hij aan een longbloeding.
Kaye Don verbrak nog tweemaal het snelheidsrecord met Miss England II.